# Генри (округ, Индиана)
Ге́нри (англ. Henry County) — округ в США, штате Индиана. По состоянию на 2010 год, численность населения составляла 49 462 человек. Официально образован в 1822 году. Получил своё название по имени американского политического деятеля Патрика Генри.

## География
По данным Бюро переписи США, общая площадь округа равняется 1 023 км², из которых 1 015 км² суша и 8 км² или 0,75% это водоёмы.

## Климат
Климат определяется как влажный континентальный, и этот регион обычно имеет большие сезонные перепады температур, с тёплым или жарким (и часто влажным) летом и холодной (иногда очень холодной) зимой. Подтип классификации климата Кёппена для этого климата — «Dfa» (континентальный климат с жарким летом).

## Демография
По данным переписи населения 2000 года в округе проживает 48 508 жителей в составе 19 486 домашних хозяйств и 13 971 семей. Плотность населения составляет 0,000 человек на км2. На территории округа насчитывается 20 592 жилых строений, при плотности застройки около 20-х строений на км2. Расовый состав населения: белые — 97,96 %, афроамериканцы — 0,86 %, коренные американцы (индейцы) — 0,15 %, азиаты — 0,20 %, гавайцы — 0,01 %, представители других рас — 0,28 %, представители двух или более рас — 0,54 %. Испаноязычные составляли 0,80 % населения независимо от расы.
В составе 30,70 % из общего числа домашних хозяйств проживают дети в возрасте до 18 лет, 58,40 % домашних хозяйств представляют собой супружеские пары проживающие вместе, 9,90 % домашних хозяйств представляют собой одиноких женщин без супруга, 28,30 % домашних хозяйств не имеют отношения к семьям, 24,80 % домашних хозяйств состоят из одного человека, 11,90 % домашних хозяйств состоят из престарелых (65 лет и старше), проживающих в одиночестве. Средний размер домашнего хозяйства составляет 2,45 человека, и средний размер семьи 2,91 человека.
Возрастной состав округа: 24,20 % моложе 18 лет, 7,50 % от 18 до 24, 27,80 % от 25 до 44, 24,80 % от 45 до 64 и 24,80 % от 65 и старше. Средний возраст жителя округа 39 лет. На каждые 100 женщин приходится 93,20 мужчин. На каждые 100 женщин старше 18 лет приходится 90,20 мужчин.
Средний доход на домохозяйство в округе составлял 38 150 USD, на семью — 45 470 USD. Среднестатистический заработок мужчины был 36 439 USD против 22 432 USD для женщины. Доход на душу населения составлял 19 355 USD. Около 6,00 % семей и 7,80 % общего населения находились ниже черты бедности, в том числе — 10,00 % молодежи (тех, кому ещё не исполнилось 18 лет) и 6,80 % тех, кому было уже больше 65 лет.